# 色萨利大区
色萨利大区（希臘語：Περιφέρεια Θεσσαλίας）是希腊的一个传统地理区域及现今的大区，与同名的古色萨利区域大致相当。大区面积为14,037平方公里，人口数量为687,527人（2021年）。
在长达四个半世纪奥斯曼帝国统治后，色萨利在1881年成为现代希腊国家的一部分。自1987年起成为希腊的13个大区之一。自2011年的行政区划改革后该大区划分为5个专区：卡尔季察专区、拉里萨专区、马格尼西亚专区、特里卡拉专区和斯波拉泽斯专区，并再下分为25个市镇。大区首府为拉里萨。色萨利大区位于希腊北部，北边为希腊马其顿的两个大区，西边为伊庇鲁斯大区，南边为中希臘大區，东边为爱琴海。大区也包括北斯波拉泽斯群岛的一部分。

## 外部連結
- 官方网站  （希腊文）
- Bagnall, R., J. Drinkwater, A. Esmonde-Cleary, W. Harris, R. Knapp, S. Mitchell, S. Parker, C. Wells, J. Wilkes, R. Talbert, M. E. Downs, M. Joann McDaniel, B. Z. Lund, T. Elliott, S. Gillies. . Pleiades.   [March 8, 2012]. （原始内容存档于2021-02-25）.